# Yanagita Kunio

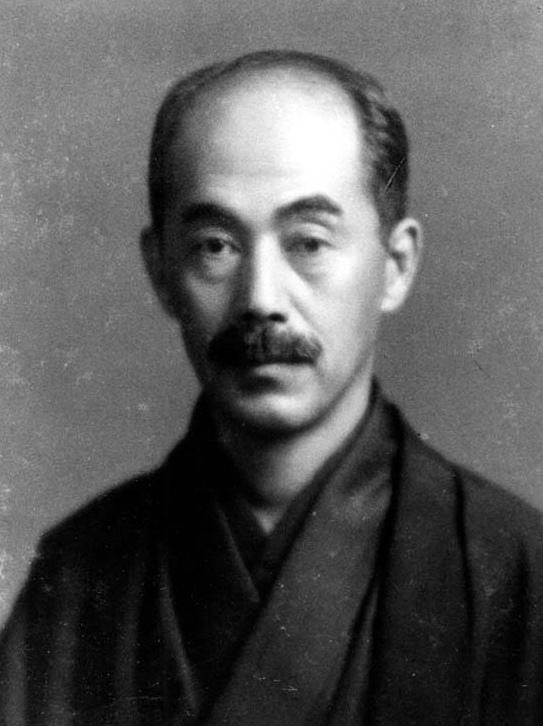
Yanagita Kunio

Yanagita Kunio (japanisch 柳田 國男; wirklicher Name: Matsuoka Kunio, * 31. Juli 1875 in Fujisaki (福崎町), Präfektur Hyōgo; † 8. August 1962 in Tokio) war ein japanischer Volkskundler und Autor.

## Leben
Matsuoka wurde als sechstes von acht Kindern des Arztes und Lehrers Matsuoka Misao geboren. Er kam 1890 nach Tokio und studierte von 1897 bis 1900 an der Rechtswissenschaftlichen Abteilung für Staatswissenschaften der Universität Tokio Agrarwissenschaft bei Matsuzaki Kuranosuke. Danach wurde er Mitarbeiter im Landwirtschaftsministerium. Im Alter von 27 Jahren heiratete er eine Tochter des Richters am Obersten Gericht Yanagita Naohira und nahm den Namen Yanagita Kunio an. 1914 wurde er Generalsekretär des Oberhauses des japanischen Reichstags. Nach fünf Jahren gab er die Stelle auf und wurde Mitarbeiter der Zeitung Asahi Shinbun. 1921 erhielt er ein Mandat für den Völkerbund und reiste im Auftrag des Außenministeriums nach Genf. Nach seiner Rückkehr war er bis 1930 beratender Redakteur von Asahi Shinbun, daneben hielt er volkskundliche Vorlesungen an der Literaturwissenschaftlichen Fakultät der Keiō-Universität. Danach widmete er sich bis zu seinem Tod, beeinflusst von der europäischen Ethnologie, der Volkskunde. Nach lyrischen Werken in seiner Jugend veröffentlichte Yanagita zahlreiche volkskundliche Schriften. Seine Arbeite wurden zusammengefasst publiziert in (定本 柳田國男 集, Teihon Yanagita Kunio shū).
Yanagita gilt als „Vater der japanischen Volkskunde“. Inspiriert von den in Japan frisch veröffentlichten Übersetzungen der Märchen der Brüder Grimm, entwickelte er ein eigenes Interesse an japanischen Volkserzählungen. Seine Gewährsperson wurde Kizen Sasaki. Seine Geschichten ergänzte er um weitere selbst gesammelte Erzählungen und publizierte sie gebündelt 1910 als „Tōno Monogatari“. Das Werk stellte eine bedeutende kulturelle Wende in Japan dar und markieren den Beginn der wissenschaftlichen Erzählforschung.
1940 wurde er mit dem Asahi-Preis, 1951 mit dem Kulturorden ausgezeichnet. 1952 wurde er als Person mit besonderen kulturellen Verdiensten geehrt.